# 开闽许氏宗祠
开闽许氏宗祠，位于中国福建省泉州市丰泽区清源街道后茂社区，清源山赐恩岩半山腰赐恩岩寺西侧。

## 历史
开闽许氏宗祠是泉州府属晋安、南安、惠安等县许氏的祖庭。宗祠源自唐景龙二年（708年）许氏入闽。曾孙许稷中贞元十八年（802年）进士、官至衡州刺史。许稷因随驾西征有功，获君赐一山读书，该山即改称“赐恩岩”。宋末，许稷后裔组织抗元，因此许氏在元代大受摧残。明代在敕书楼遗址建许稷公祠。清嘉庆七年（1802年）、光绪十四年（1888年）重修，光绪十六年（1890年）竣工。     　”。
1945年宗祠倒塌，1948年兴工重修，改名开闽许氏宗祠，1950年竣工，为典型的闽南红砖建筑，占地面积500平方米。文革中祠堂被毁。1995年许氏宗亲集资重建，1999年落成。2007年，许氏祭祖规仪列入福建省第二批非物质文化遗产保护名录。
2010年9月，开闽许氏宗祠公布为第六批泉州市文物保护单位。